# L'imboscata (romanzo)
L'imboscata è un romanzo di Beppe Fenoglio, non completato dall'autore né rifinito. Le parti pervenute però ci consentono di cogliere pienamente lo sviluppo delle strutture narrative e delle vicende.

## Trama
Edda ha una relazione con un ufficiale fascista; Milton, venutolo a sapere, progetta l’uccisione dell’ufficiale. Per farlo si mette in abiti civili e inizia ad avere una relazione, per averne la fiducia, con la maestra Edda, sotto il nome di Giorgio. Così prepara la trappola. Però Milton viene richiesto dal capo partigiano, perché Milton padroneggia (come Jonny e come il Milton di “Una questione privata”) ed è un giovane studente fortemente anglofilo che quindi è in grado di garantire un contatto con gli alleati proprio per le sue conoscenze linguistiche. Milton sbriga questo compito e parallelamente i suoi compagni partigiani tentano una imboscata ai fascisti, che avevano occupato il loro paese. Ma questa imboscata fallisce; alcuni muoiono e altri sono catturati. Jack sarà torturato e così racconterà del progetto di imboscata di Milton, imboscata resa possibile da una doppia relazione sentimentale che coinvolge Edda, l’ufficiale fascista e Milton (per una azione in realtà sotto copertura). A questo punto, il tenente Bernardini, amico dell’ufficiale fascista Gotti, lo convince a prendere sul serio la situazione e così preparano una contro imboscata a Milton, il quale in effetti morirà una volta presentatosi all’appuntamento. Edda sarà arrestata per complicità.

## Edizioni
- L'imboscata, Torino, La Stampa, 2013, OCLC 1373374206.